# James Bond (série de filmes)
James Bond ou 007 é uma série de filmes de espionagem baseada no personagem fictício homônimo, criado por Ian Fleming na década de 1950. Tendo o primeiro filme sido lançado em 1962 e o mais recente em 2021, é uma das mais duradouras séries de filmes da história (com seu hiato mais significativo de 1989 a 1995). Com rendimento total de 7 bilhões de dólares, os vinte e cinco filmes produzidos pela Eon Productions são a quinta franquia mais lucrativa da história, ultrapassada somente por Harry Potter e o Universo Cinematográfico Marvel. Ao longo da história da franquia, seis atores interpretaram o espião britânico no cinema, sendo o primeiro o escocês Sean Connery e o mais recente o inglês Daniel Craig.
Albert R. Broccoli e Harry Saltzman co-produziram a maioria dos filmes oficiais até 1975, quando Broccoli assumiu a produção sozinho. A única exceção neste período foi Thunderball, produzido por Kevin McClory. De 1984 a 1989, Broccoli recebeu colaboração de seu enteado Michael G. Wilson, sendo substituído por sua filha Barbara Broccoli em 1995. Desde então, Barbara e Wilson têm produzido todos os filmes oficiais da franquia. A companhia Danjaq, de propriedade da família Broccoli, possui os direitos de adaptação cinematográfica do personagem de Fleming desde a década de 1970, em parceria com a United Artists. Outro destaque da franquia é a continuidade de sua equipe técnica, tendo diretores, roteiristas, compositores e produtores mantidos em uma grande sequência de filmes.
Desde o lançamento de Dr. No (1962) a For Your Eyes Only (1981), os filmes foram distribuídos somente pela United Artists até sua aquisição pela Metro-Goldwyn-Mayer, em 1981. A MGM/UA Entertainment Co., companhia fundada após a aquisição, comercializou os filmes até 1995. De 1997 a 2002, a MGM distribuiu os filmes do agente secreto com exclusividade devido a retirada da United Artists do mercado global. No entanto, desde 2006, a MGM têm dividido a distribuição com a Columbia Pictures, após a aquisição de parte desta primeira pela Sony Pictures Entertainment. Em novembro de 2010, após polêmicas envolvendo a MGM, a Columbia assumiu a totalidade dos direitos de distribuição.
Paralelamente à franquia oficial da Eon Productions, foram lançadas outras produções não-oficiais envolvendo o personagem: Casino Royale, uma adaptação televisiva da CBS de 1954; Casino Royale, um filme televisivo de 1967, estrelado por David Niven; e Never Say Never Again, um remake de Thunderball lançado em 1983.

## Produção e desenvolvimento

### Primeira adaptação
Em 1954, a emissora televisiva estadunidense CBS comprou de Ian Fleming os direitos de adaptação de seu primeiro romance, Casino Royale, produzindo um especial de aventura como parte da série antológica Climax Mystery Theater, que foi exibida de outubro de 1954 a junho de 1958. O romance foi adaptado por Anthony Ellis e Charles Bennett; Bennett era bem conhecido por suas colaborações com Alfred Hitchcock, incluindo The 39 Steps e Sabotage. Devido à restrição de somente uma hora de duração, a versão adaptada perdeu muitos detalhes do enredo original, apesar de manter o mesmo nível de violência, particularmente retratado no "Ato III". O episódio especial, estrelado pelo ator americano Barry Nelson no papel de Bond e Peter Lorre como o antagonista Le Chiffre, foi ao ar em 21 de outubro de 1954.

## Eon Productions
Em 1959, o produtor Albert R. Broccoli, então na Warwick Films, expressou sua intenção de adaptar os romances de Fleming, porém seu amigo Irving Allen não se animou. Em junho de 1961, Fleming vendeu uma proposta de adaptação dos filmes para Harry Saltzman, com exceção de Casino Royale, que já havia vendido anteriormente. Ao fim das negociações, o roteirista Wolf Mankowitz apresentou-o a Broccoli e ambos criaram a Eon Productions com a intenção de produzir o primeiro filme de James Bond. Vários estúdios de Hollywood se negaram a financiar tal projeto por considerá-lo "muito britânico" e "muito apelativo". Eventualmente, a dupla assinou contrato com a United Artists para arrecadação e distribuição total de sete filmes, com orçamento de 1 milhão de dólares para o primeiro. Saltzman e Broccoli também fundaram a Danjaq, com a finalidade de negociar os direitos de produção dos filmes futuros.
Inicialmente, a Eon desejava adaptar o romance Thunderball primeiro, porém Kevin McClory levantou questões judiciais contra Fleming envolvendo os direitos de publicação da obra, fazendo com que a companhia optasse por filmar Dr. No.
Dr. No (1962)
A companhia produtora convidou vários diretores - Bryan Forbes, Guy Green, Val Guest e Guy Hamilton - para o projeto, porém nenhum aceitou a oferta, exceto Terence Young. A Eon já havia contratado Wolf Mankowitz e Richard Maibaum para escrever o roteiro de Dr. No, em parte por conta do apoio de Mankowitz nos acordos entre Broccoli e Saltzman. O esboço inicial foi rejeitado por incluir o antagonista, Dr. Julius No, como um macaco, levando à saída de Mankowitz do projeto. Maibaum, então, fez algumas modificações e reapresentou o roteiro, desta vez mais leal ao romance original; Johanna Harwood e Berkeley Mather cooperaram nesta edição, sendo que Harwood ficou encarregado de caracterizar os personagens dentro do universo cultural britânico.
Broccoli e Fleming não aceitaram o ator escocês Sean Connery, à primeira vista, para viver o agente secreto britânico. Connery só seria admitido para o personagem após a desistência de Patrick McGoohan e a rejeição de Richard Johnson pela produtora. Após ser escolhido, Connery foi levado a restaurantes e alfaiates e apresenta à alta sociedade pelo diretor Terence Young. Nas palavras de Raymond Benson, Young educou o ator "para ser elegante, espirituoso e atraente".
As filmagens ocorreram na Jamaica entre 16 de janeiro de 21 de fevereiro de 1962; cinco dias após as locações na Jamaica, as filmagens foram transferidas para os Estúdios Pinewood, na Inglaterra, com cenários projetados por Ken Adam, que já havia trabalhado com Broccoli em The Trials of Oscar Wilde (1960). As sequências de abertura e de apresentação dos títulos foram criadas por Maurice Binder e repetidas em todos os demais filmes de James Bond. Por sua vez, Monty Norman compôs a trilha sonora, que apresentava pela primeira vez ao público o "James Bond Theme", performado na sequência de abertura e em tons de calypso juntamente com os créditos; o tema instrumental foi descrito por David Arnold, outro compositor da franquia, como "um vibrante bebop-swing combinado com a obscura, viciante e distorcida guitarra". Os arranjos ficaram a cargo de John Barry, ainda que não creditado posteriormente por isto, somente pela performance.
From Russia with Love (1963)
Após o sucesso comercial de Dr. No, a United Artists dobrou o orçamento disponibilizado à Eon Productions para 2 milhões para a produção de uma sequência, From Russia with Love. O filme foi rodado em vários países da Europa, o que havia provado ser mais lucrativo para Dr. No. A maioria da equipe do primeiro filme foi mantida neste segundo, com exceção do cenógrafo Ken Adam - que deixou a produção para trabalhar em Dr. Strangelove e foi substituído por Syd Caind - e de Maurice Binder, que foi substituído por Robert Brownjohn.
O roteirista original do filme seria Len Deighton, mas acabou sendo substituído por seu lento progresso. Dois dos roteiristas de Dr. No, Richard Maibaum e Johanna Harwood, foram trazidos de volta, sendo que o primeiro recebeu os créditos pelo roteiro, enquanto Harwood foi creditada pelo trabalho de "adaptação". From Russia with Love foi o primeiro filme da franquia em que John Barry foi o compositor principal da trilha sonora, apesar de Lionel Bart ter composto a faixa-título, interpretada por Matt Monro.